# Bảo tàng quốc gia Ba Lan
" Bảo tàng quốc gia Ba Lan " là tên gọi chung của một số bảo tàng lớn nhất và đáng chú ý nhất của đất nước. Bảo tàng quốc gia Ba Lan bao gồm một số chi nhánh độc lập, mỗi chi nhánh vận hành một số bảo tàng nhỏ hơn. Chi nhánh chính là Bảo tàng Quốc gia tại Kraków (tiếng Ba Lan: Muzeum Narodowe w Krakowie), được thành lập vào năm 1879 với các bộ sưu tập cố định bao gồm vài trăm nghìn vật phẩm - được giữ một phần lớn tại Tòa nhà chính (dọc theo số 3 Phố Maja), nhưng cũng nằm trong tám khu vực của nó xung quanh thành phố.

## Bảo tàng quốc gia của Ba Lan bao gồm
- Bảo tàng quốc gia, Kraków (chi nhánh chính của Bảo tàng quốc gia Ba Lan)

1. Quỹ Czartoryski và Bảo tàng Czartoryski
2. Sukiennice
3. Trang viên Jan Matejko
4. Bảo tàng Stanisław Wyspiański
5. Nhà Józef Mehoffer
6. Gia đình nhà Szołayski
7. Bảo tàng và Cung điện Emeryk Hutten-Czapski
8. Biệt thự Atma, Bảo tàng Zakopane Karol Szymanowski

- Bảo tàng quốc gia, Warsaw (chi nhánh trung tâm)

1. Bảo tàng Poster tại Wilanów
2. Królikarnia, Bảo tàng Điêu khắc Xawery Dunikowski
3. Bảo tàng Nieborów và Arkadia
4. Bảo tàng thiết kế Otwock
5. Bảo tàng khu vực Łowicz
6. Bảo tàng Jerzy Dunin-Borkowski ở Krośniewice
7. Bảo tàng Ignacy Jan Paderewski và Di cư Ba Lan đến Mỹ ở Łazienki

- Bảo tàng quốc gia, Gdańsk (chi nhánh trung tâm)

1. Gdańsk - Bảo tàng dân tộc học Oliwa
2. Bảo tàng nghệ thuật hiện đại Gdańsk-Oliwa
3. Bảo tàng quốc ca Będomin

- Bảo tàng Hàng hải Quốc gia, Gdańsk
- Bảo tàng quốc gia, Kielce tại Cung điện của các Giám mục Kraków
- Bảo tàng quốc gia, Poznań
- Bảo tàng quốc gia, Szczecin (chi nhánh trung tâm)

1. Bảo tàng Lịch sử Thành phố Szczecin
2. Bảo tàng Hàng hải
3. Phòng trưng bày nghệ thuật đương đại Szczecin

- Bảo tàng quốc gia, Wrocław (chi nhánh trung tâm)

1. Bảo tàng dân tộc học
2. Bảo tàng Racławice Panorama
3. Lubiąż Museal Depot

Trong số nhiều Bảo tàng Ba Lan trên khắp thế giới, còn có Bảo tàng Ba Lan của Mỹ ở Chicago, Bảo tàng Mỹ Ba Lan ở Thành phố New York và Bảo tàng Quốc gia Ba Lan ở Rapperswil, Thụy Sĩ.